# ميخائيل جون هنت
ميخائيل جون هنت (بالإنجليزية: Michael John Hunt)‏ هو نقاش ‏ ورسام بريطاني، ولد في 1941 في إنجلترا في المملكة المتحدة.